# Башти Мартелло
Башти Мартелло — укріплення круглої форми, які будувалися по берегах володінь Британської імперії в першій половині XIX століття. У більшості джерел називаються баштами, хоча в деяких джерелах називаються фортами. Основною зброєю кожної башт були гармати, кожна башта мала від однієї до чотирьох гармат, зверху кожної башти.

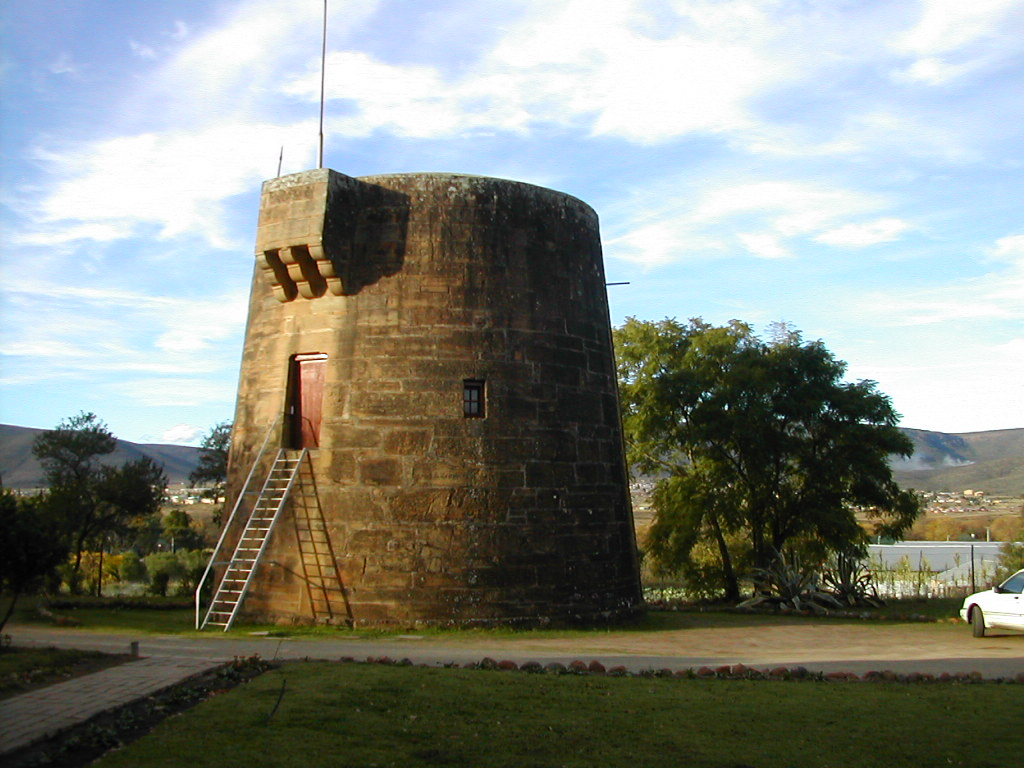
Вежа Мартелло у форті Бофорт

Під час революційних війн англійці на чолі з адміралом Джоном Муром зазнали великих труднощів у здобутті мініатюрної генуезької вежі на корсиканському «мисі Мартела». Засівши у вежі, гарнізон тривалий час не підпускав ворога, що чисельно перевершував, до лежачого трохи нижче міста Сен-Флоран.
У англійців були два великих судна й перевага в артилерії — 74 гармати на одному кораблі і 32 на другому. Після двох з половиною годин взаємних обстрілів один з кораблів зазнав сильних ушкоджень і змушений був відійти. Башта також була пошкоджена, але анітрохи не втратила боєздатності. Щоб успішно завершити штурм, англійцям довелося висадити десант і піти в атаку на вежу з суші. Захопити її їм вдалося лише через два дні важких боїв, і на їхнє здивування виявилося, що їм протистояв гарнізон лише з 33 осіб. Вони дізналися що, лише двоє оборонців дістали смертельні поранення під час бою. Вражені побаченим англійці захотіли скопіювати башту.
Фортифікаційний потенціал «вежі Мартелло» справив таке враження на англійське командування, що на випадок плану наполеонівського вторгнення в Англію вирішено будувати подібні споруди на берегах усіх британських володінь як у метрополії, так і в колоніях (див. Круглі башти Джерсі).

План башт Мартелло

Зазвичай замки-форти намагалися будувати таким чином, щоб вони перебували в прямій видимості один від одного. Кожна башта мала від 1 до 4 гармат на даху, які могли вільно переміщатися по даху та концентрувати вогонь у потрібну точку. У діаметрі ці вежі 12—15 метрів, у трьох рівнях, зі вхідними дверима, розташованими досить високо над землею. Відповідно, потрапити всередину замку-форту можна було тільки по приставних сходах, які забиралися за потреби. Зазвичай Башта мала один або два каміни, вбудовані в стіну по периметру, що використовувалися для приготування їжі та опалення.

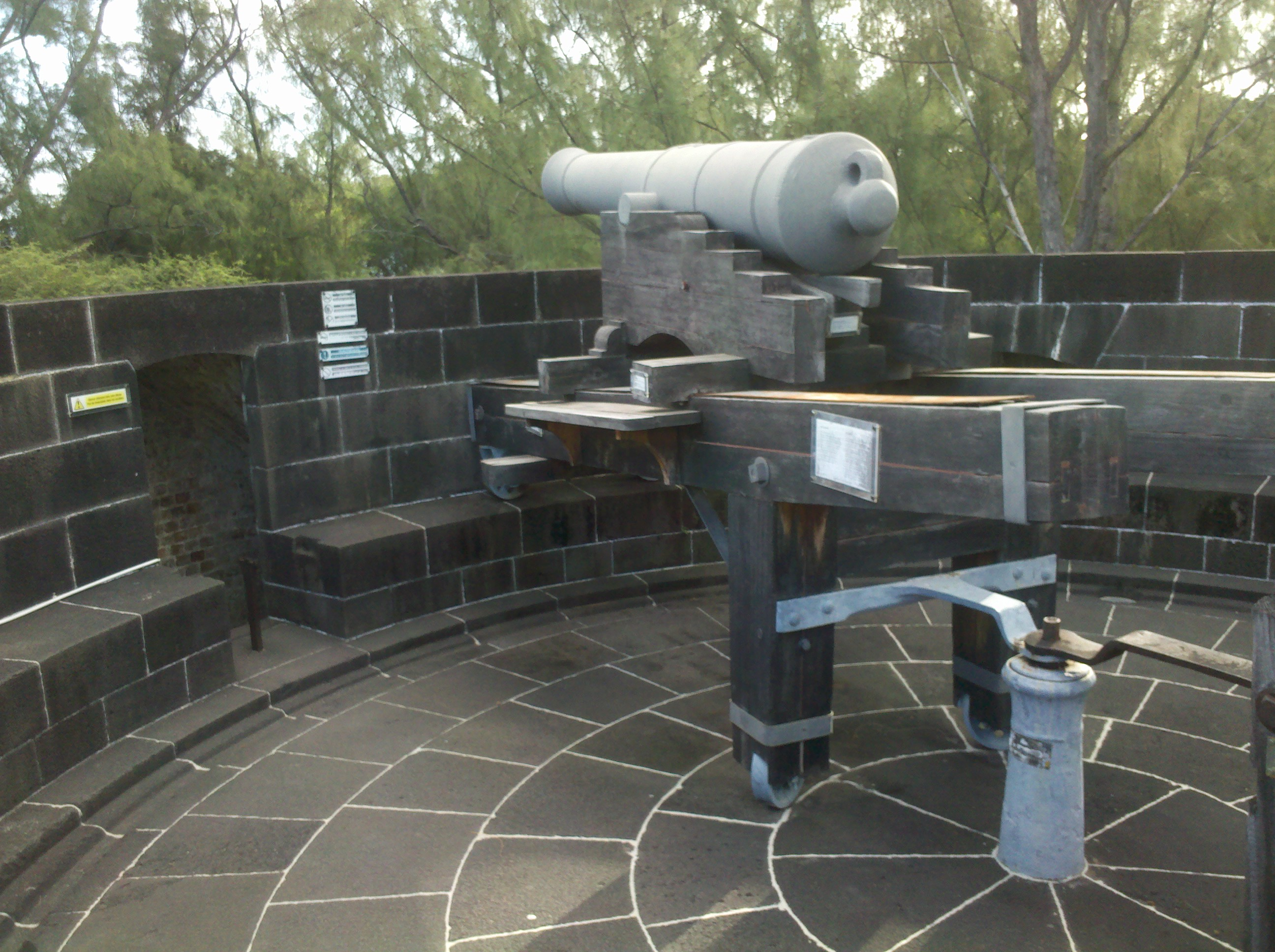
Механізм кругового повороту гармати, на одній з веж Мартелло.

Стандартна вежа має два поверхи та досягає висоти 40 футів (12 метрів). У ній могли поміститися від 15 до 25 солдатів на чолі з офіцером. Складені з товстих кам'яних блоків стіни стійкі до артилерійського вогню. Інколи стіни мали свинцеве облицювання. На плоскому даху розміщували гармату, здатну обертатися на 360 градусів. Деякі вежі були оточені ровом із водою. Вежі мали великий запас води й харчів, для залоги. Кожна башта мала на нижньому поверсі резервуар з водою від 1350 до 2500 відер води.

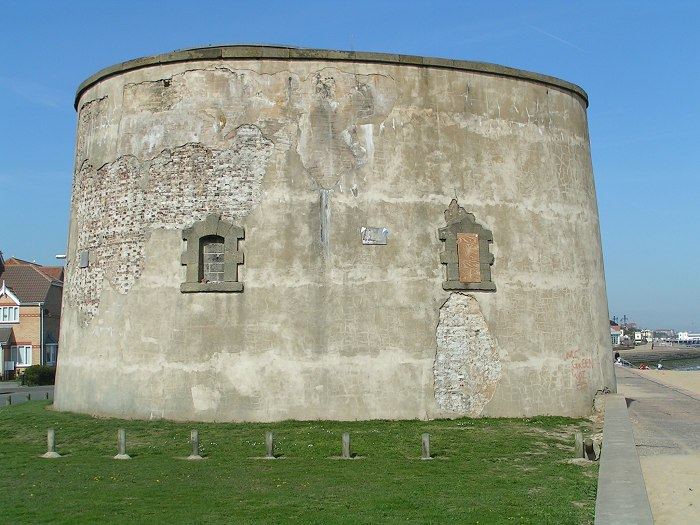
Кругла вежа на східному узбережжі Англії.

Розвиток нарізної зброї, нарізної артилерії в роки, що передували Кримській війні, поступово звів нанівець оборонний потенціал веж Мартелло.
Але башти Мартелло справили великий вплив на військову справу всього світу. Саме на цих баштах вперше застосували «круговий» вогонь гармат, що пізніше ліг в основу вогню башт артилерії, на фортецях, кораблях, бронепотягах, танках.
Нині чимало з них поставлено під охорону як історичні пам'ятки.